# AVN Adult Entertainment Expo
AVN Adult Entertainment Expo (AEE) är en branschmässa och allmän sammankomst för den nordamerikanska sexbranschen, sponsrad av branschtidningen Adult Video News (AVN). Den arrangeras i Las Vegas i Nevada, i januari varje år, och är det största evenemanget i sitt slag i USA. Mässan brukar samla mellan 25 000 och 30 000 besökare.
Arrangemanget startades i början av 1980-talet, då som del av hemelektronikmässan Consumer Electronics Show, medan den fristående AEE etablerades 1998. Under en av kvällarna under mässan delas branschpriserna AVN Awards ut.

## Översikt
AEE är en fyra dagar lång mässa, arrangerad i januari varje år i Las Vegas.
Den blandar företagsrelaterade arrangemang med dagar för allmänheten, där fans kan köa för autografer från sina idoler, fotomöjligheter och försäljning av merchandise. Mässan arrangeras i regel från onsdag till lördag, där de första två dagarna endast är öppna för aktiva inom branschen. Januari är traditionellt en mässtung månad i Las Vegas, med ett antal större och mindre branschmässor i staden.
Utställarna kommer från olika delar av sexbranschen, åtminstone den legala delen av den. Detta inkluderar producenter, distributörer och skådespelare inom pornografi, liksom företag relaterade till den växande branschen för webbkameramodellande (se Onlyfans). Den samtidiga sidomässan AVN Novelty Expo (ANE) lockar även försäljare av sexleksaker, vilka i många fall marknadsförs och utformas tillsammans med kända porrskådespelare. Ingen nakenhet tillåts av de närvarande, men detta gäller inte det material som visas på många affischer och skärmar i olika montrar. Däremot är sexualiserad klädsel – inklusive tajta klänningar, minikjolar och skor med stilettklackar – legio bland närvarande kvinnliga porrskådespelare.
Även en del röster som är kritiska emot sexbranschen som fenomen syns återkommande på mässan. Dessa inkluderar amerikanska XXXChurch, en kristen aktionsgrupp som sedan 2002 finns på mässan för att dela ut biblar och kontakta branschfolk som vill ta sig ut ur branschen eller aktiva/besökare som har problem med sin konsumtion. För branschfolk finns ofta även stödorganisationen Pineapple Support närvarande.
Mässan är en återkommande mötesplats och ett marknadsföringstillfälle för skådespelare och andra aktiva inom porrbranschen. Skådespelare kan intervjuas, kontakta bolag och agenter, möta sin publik (med en stor andel par och personer i öppna relationer) och umgås med branschkollegor. AVN Awards delas ut på en galatillställning under mässans avslutningskväll, några dagar efter GayVN Awards-galan med prisutdelningar för insatser inom bögporrdelen av porrfilmsbranschen.

## Historik

### Förhistoria – del av CES
I början av 1980-talet började den årliga mässan för hemelektronik – Consumer Electronics Show – inkludera en avdelning för verksamheter relaterade till sexbranschen. Det rörde programvaror inom erotisk underhållning, och skådespelare inom branschen närvarade i de olika förlagsmontrarna. Den blivande AEE-sponsorn AVN startade sin utgivning 1983, och 1984 deltog AVN-utgivaren Paul Fishbein för första gången på det årets CES tillsammans med Russ Meyer.

### 1998–2011 – egen mässa samma vecka
1998 växte dock sexavdelningen av CES (CES lockar totalt uppemot 200 000 besökare) ur sina "skor" och startade en egen mässa. Adult Entertainment Expo kom att från starten sponsras av branschtidningen AVN. Under de kommande 14 åren (fram till och med 2011) anordnades AEE i samma lokaler och under samma vecka som hemelektronikmässan. Den separata mässan bidrog genom sin storlek också till en synlighet och känsla av acceptans för de aktiva inom sexbranschen, som under sin tid som del av CES i många fall känt sig styvmoderligt behandlade. Under de första åren hade bolagen Vivid och VCA den största monterytan.
Fram till i slutet av 00-talet förändrades dock branschen, påverkad av en allt större tillgång till fritt tillgänglig internetpornografi (exempelvis via Pornhub och XVideos), minskande DVD-försäljning och den allmänna finanskrisen runt 2008. Arrangören AVN hade ekonomiska problem, och grundare Fishbein sålde sin andel av tidningen 2010. Det året noterades också en betydligt mindre utställningsyta än åren innan.
Ett större fokus har efterhand lagts på den växande sexleksaksmarknaden. 2011 var det första året då den separata mässan för denna del av branschen – ANE – arrangerades som del av AEE. Den kraftigt minskande DVD-försäljningen och ökande piratkopieringen innebar också att bolagen i branschen satsade mer utvecklingspengar på strömmat material.

### 2012–2022 – egen vecka

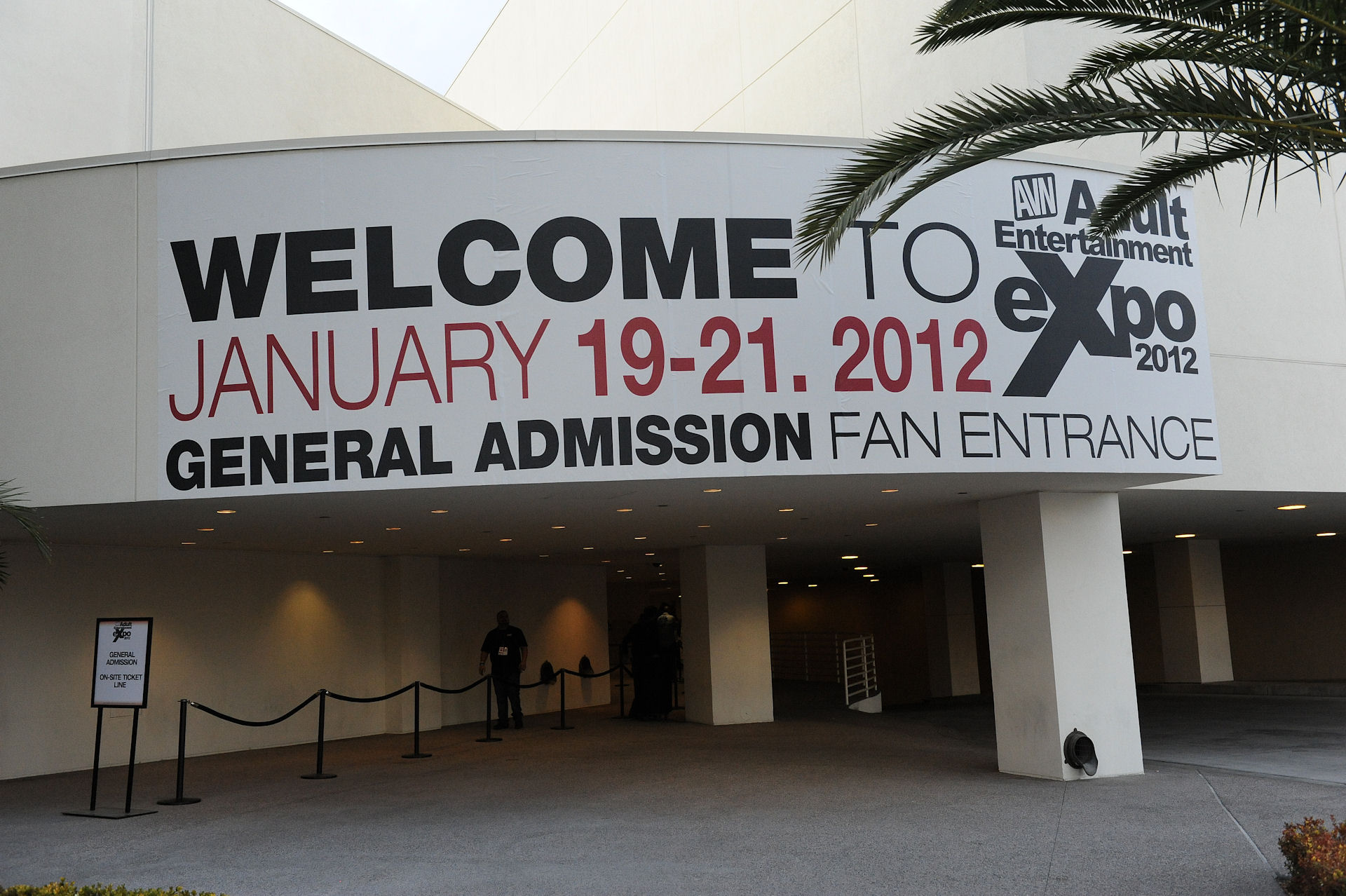
Entré till AEE, 19 januari 2012.

2012 var första året som AEE istället arrangerades på Hard Rock Hotel and Casino i Las Vegas, en vecka efter det årets CES. Detta gjordes i ett försök att hjälpa utställarna att minimera reskostnader, på grund av minskad konkurrens med CES, och maximera möjligheterna för nätverkande inom branschen. Vissa synergieffekter fanns även via den samtidigt arrangerade Shot Show-mässan, vilken till största delen besöks av manliga skytte- och jaktentusiaster. Under 2012 års mässa debatterades också den ökande piratkopieringen inom branschen, mest synlig genom de då växande videoplattformarna med gratismaterial.
Flytten i tid från CES minskade dock mängden besökare till AEE betydligt, åtminstone under de närmast följande åren. 2012 års mässa hade 40 procent mindre utställningsyta, delvis förorsakad av den pågående konsolideringen i branschen med allt färre större företag. Vissa av de större bolagen hade dock satsat extra på material riktat mot kvinnliga konsumenter, en marknad som boksuccén 50 Shades of Grey underlättat.
Senare under 2010-talet ökade besökartillströmningen något, delvis hjälpt av en ny status som en sorts porrvärldens motsvarighet till seriemässan Comic-Con i San Diego.
I mars 2020 förlängde AEE lokalkontraktet med Hard Rock Hotel and Casino, under sitt nya namn Virgin Hotels, för tre år framåt. 2021 års mässa tvingades dock på grund av den pågående covid-19-pandemin att arrangeras digitalt.

### 2023 – återigen samma vecka
AEE flyttade 2023 till Resorts World, en dryg kilometer från CES-lokalerna i Las Vegas Convention Center. Flytten av AEE ökade den tillgängliga utställningsytan med knappt en hektar och möjliggjorde även större avstånd mellan montrarna och därmed mindre smittorisk för bland annat covid-19.
Samtidigt återgick AEE till ett arrangemang under samma helg som CES. De båda mässorna hade under det gångna årtiondet utvecklas parallellt med utvecklingen i sina respektive branscher. AEE var då inte längre lika dominerad av stora produktionsbolag som Vivid, Digital Playground och Wicked, och istället hade nya teknikbolag inom branschen som Myfreecams, Pornhub och Gamma Entertainment tagit allt större plats. Parallellt hade CES börjat härbärgera företag inom sexleksaksbranschen och sexrelaterade underhållningsprodukter, vilket skapade konkurrens kring den delen av de båda mässornas utställare. 2019 väckte CES negativ uppmärksamhet genom att dra tillbaka ett innovationspris utdelat till en tillverkare av sexleksaker för kvinnor, och även tidigare hade CES-arrangörerna i många fall försökt hålla sexbranschens entreprenörer på avstånd.
I början av 2020-talet började vissa av bolagen på mässan marknadsföra AI-relaterade tjänster. Mellan 2023 och 2024 ökade intresset från branschen avsevärt. En annan branschnisch är sexdockorna, där företaget Realdoll nämns som marknadsledande.

### Liknande evenemang
AEE är inte det enda branschevenemanget som arrangeras i USA under januari. Samma månad avhålls sedan 2003 även den – i förhållande till AVN Awards – konkurrerande prisgalan där XBiz Awards (ibland omnämnd som porrbranschens version av Golden Globe Awards) delas ut. XBiz Awards-galan arrangeras dock ofta i södra Kalifornien. Senare under året anordnas de europeiska sexmässorna i Berlin (Venus Berlin) och Barcelona (FICEB, sedan 1992).

## Uppmärksammande
2003 års AEE filmades och ingick som del av produktionen av filmen The Girl Next Door (2004). Den svenska dramafilmen Pleasure innehåller filmmaterial inspelat under 2019 års AEE-evenemang.

## AEE år för år
| #  | År   | Datum      | Plats                        | Utställare | Skådespelare | Besökare          | Prisgala                  | Övrigt                 |
| -- | ---- | ---------- | ---------------------------- | ---------- | ------------ | ----------------- | ------------------------- | ---------------------- |
| 1  | 1998 |            |                              |            |              |                   | 15:e AVN Awards           |                        |
| 2  | 1999 |            |                              |            |              |                   | 16:e AVN Awards           |                        |
| 3  | 2000 | 6–9 jan.   |                              |            |              |                   |                           |                        |
| 4  | 2001 | 10–12 jan. | Sands/Venetian               |            |              |                   |                           |                        |
| 5  | 2002 | 9–12 jan.  |                              |            |              |                   |                           |                        |
| 6  | 2003 |            |                              |            |              |                   |                           |                        |
| 7  | 2004 |            |                              |            |              |                   |                           |                        |
| 8  | 2005 |            |                              |            |              |                   |                           |                        |
| 9  | 2006 |            |                              |            |              |                   |                           |                        |
| 10 | 2006 |            |                              |            |              |                   |                           |                        |
| 11 | 2007 | 10–13 jan. |                              | 355        |              | >30 000           |                           |                        |
| 12 | 2008 |            |                              | 301        |              |                   |                           |                        |
| 13 | 2009 | 8–11 jan.  | Sands                        | 267        |              | >20 000           |                           |                        |
| 14 | 2010 |            |                              |            |              |                   |                           |                        |
| 15 | 2011 | 6–9 jan.   |                              |            |              | >20 000           |                           |                        |
| 16 | 2012 | 18–21 jan. | Hard Rock H&C                |            |              |                   |                           |                        |
| 17 | 2013 | 16–19 jan. | Hard Rock H&C                |            |              | >30 000           |                           |                        |
| 18 | 2014 | 15–18 jan. | Hard Rock H&C                |            |              |                   |                           |                        |
| 19 | 2015 | 21–24 jan. | Hard Rock H&C                |            |              | >35 000           |                           |                        |
| 20 | 2016 | 20–23 jan. | Hard Rock H&C                |            |              |                   |                           |                        |
| 21 | 2017 | 18–21 jan. | Hard Rock H&C                | (200)      | (500)        |                   |                           | ANE: 40 utställare     |
| 22 | 2018 | 24–27 jan. | Hard Rock H&C                | 350        | >600         | >35 000           |                           |                        |
| 23 | 2019 | 23–26 jan. | Hard Rock H&C                |            |              |                   | 36:e AVN Awards           | Medsponsor: Myfreecams |
| 24 | 2020 |            | Virgin Hotels                |            |              |                   |                           |                        |
| 25 | 2021 | 18–23 jan. | digital på grund av covid-19 |            |              |                   |                           |                        |
| 26 | 2022 | 19–22 jan. | Virgin Hotels                |            |              | endast på distans |                           |                        |
| 27 | 2023 | 4–7 jan.   | Resorts World                |            |              |                   | GayVN Awards / AVN Awards |                        |
| 28 | 2024 | 24–27 jan. | Resorts World                |            |              |                   |                           |                        |
| 29 | 2025 | 22–25 jan. | Resorts World                |            |              |                   |                           |                        |

## Galleri

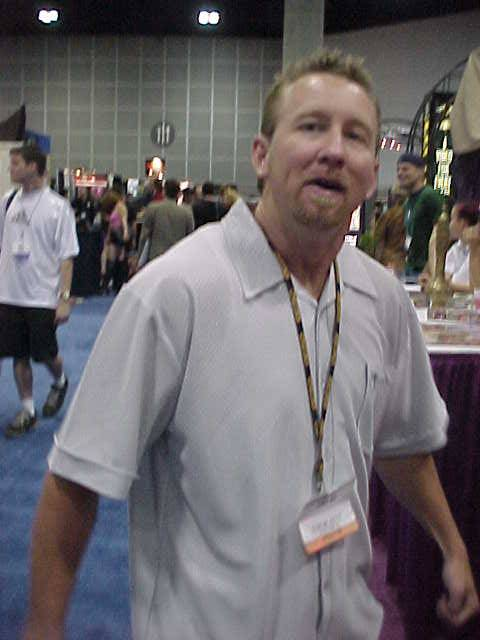
Pat Myne på AEE 1999.
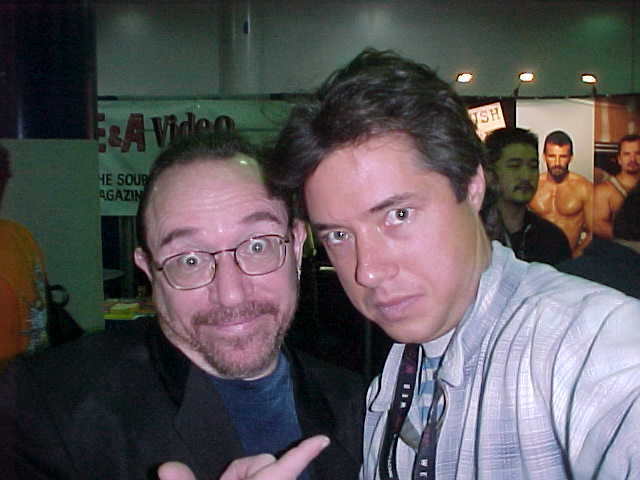
Regissören Ed Powers och journalisten Luke Ford, 2000.
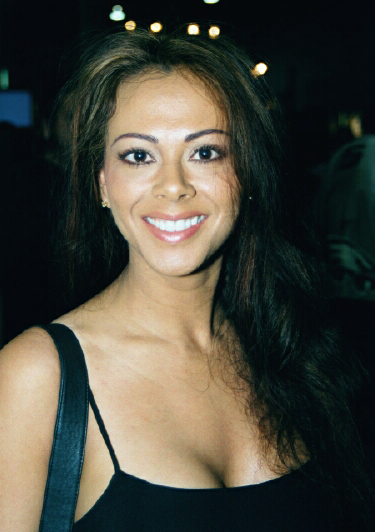
Olivia Del Rio, 2002.
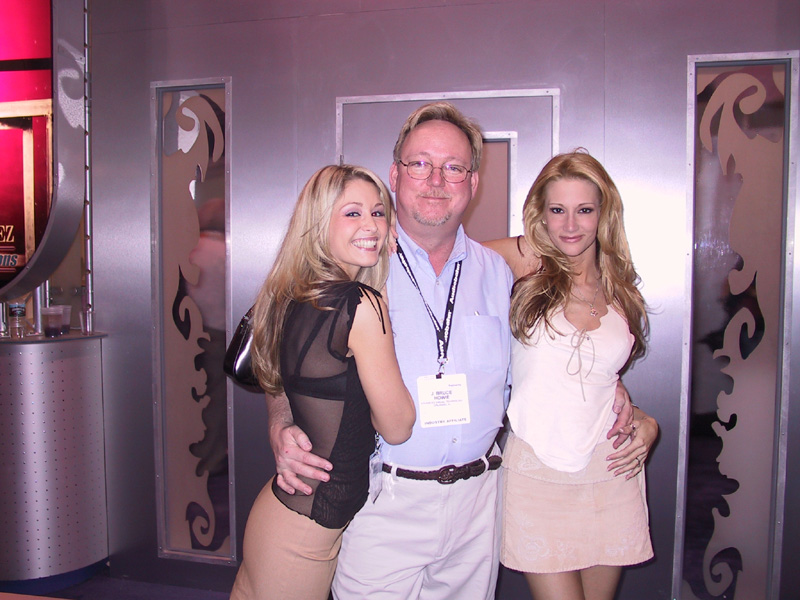
Jessica Drake (t.h.) på AEE 2003.
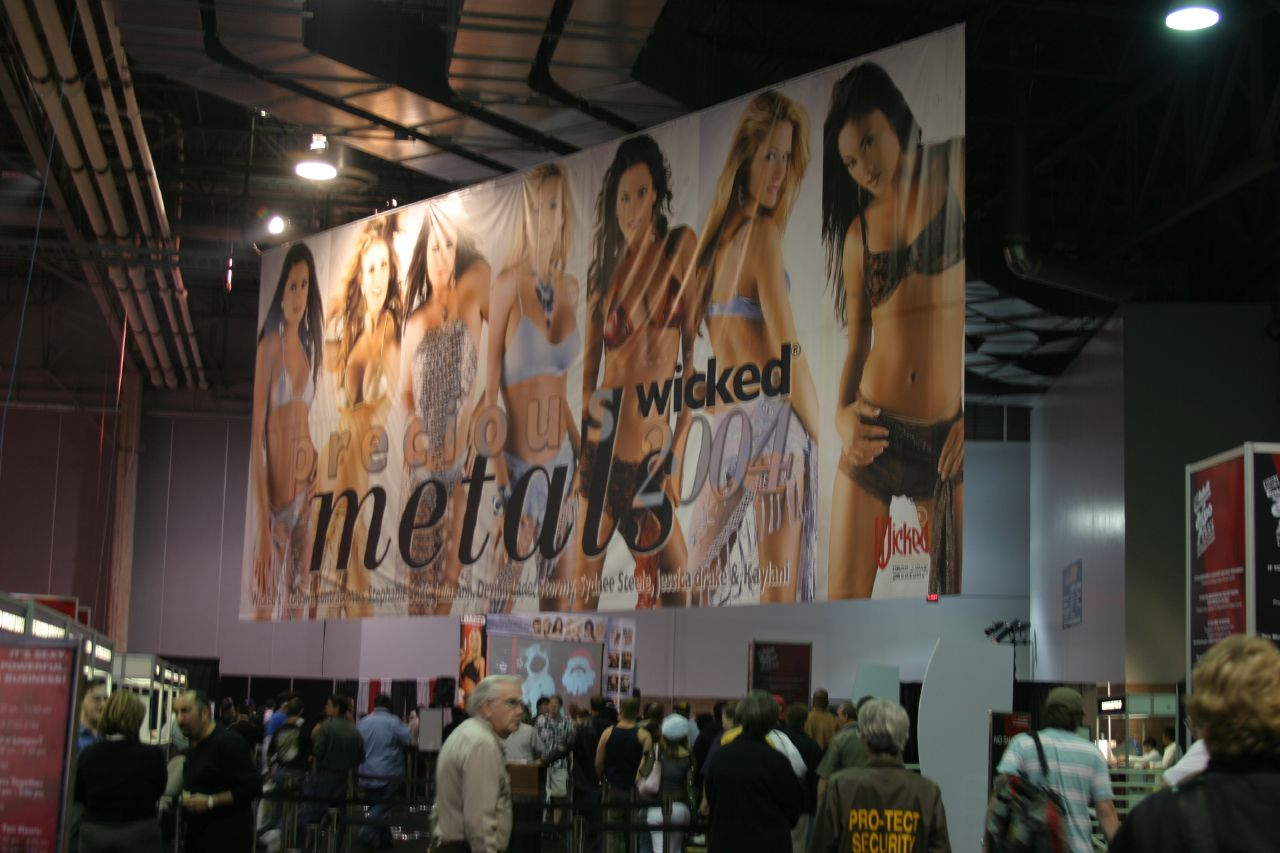
Affischering från Wicked, 2004.
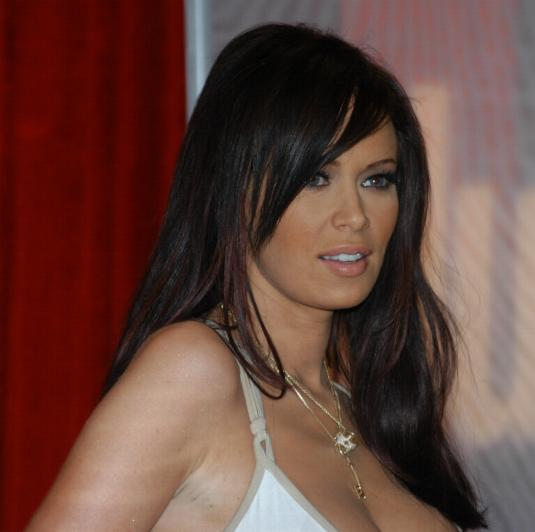
Jenna Jameson, 2005.
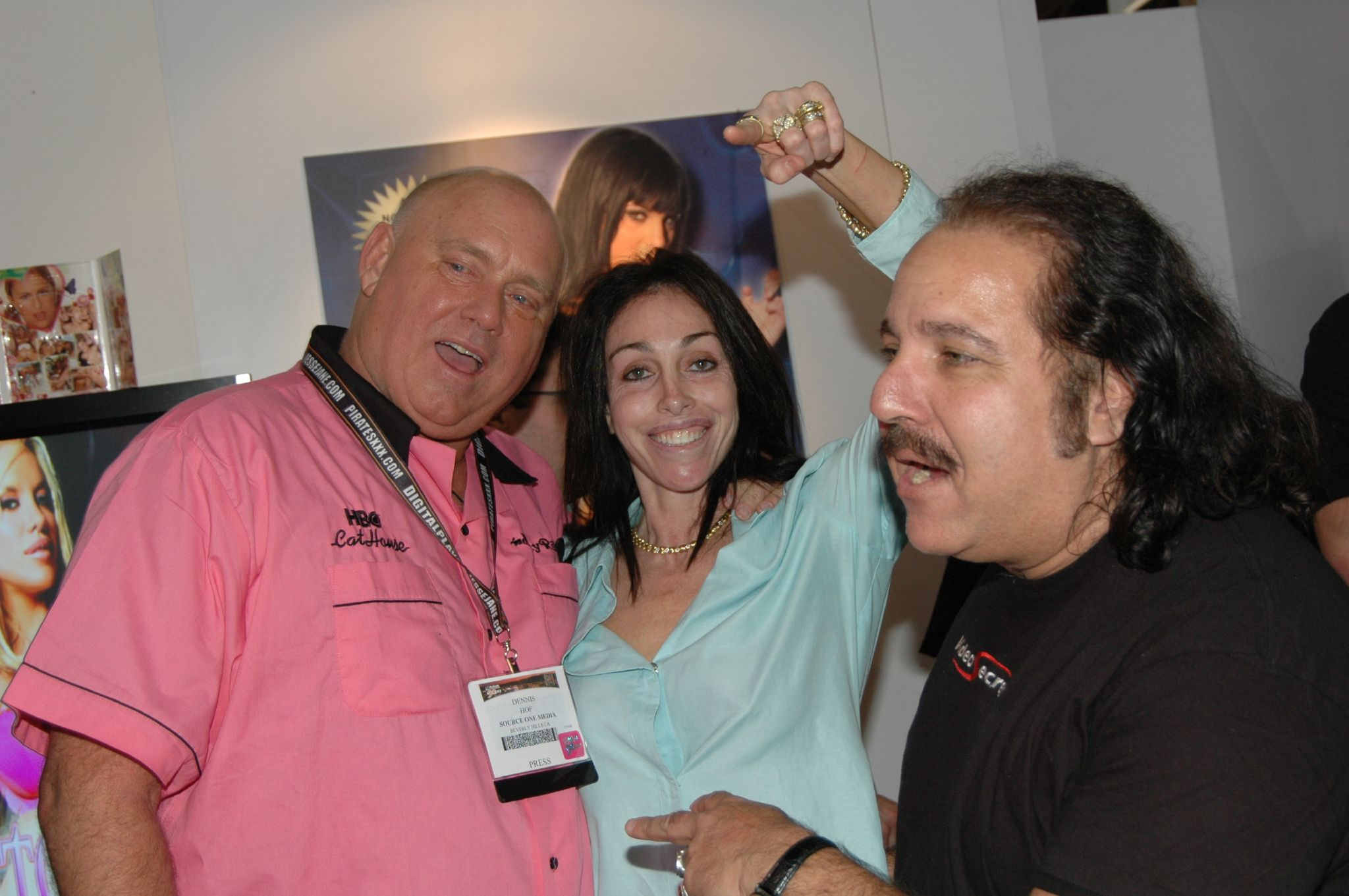
Dennis Hof, Heidi Fleiss och Ron Jeremy 2006.
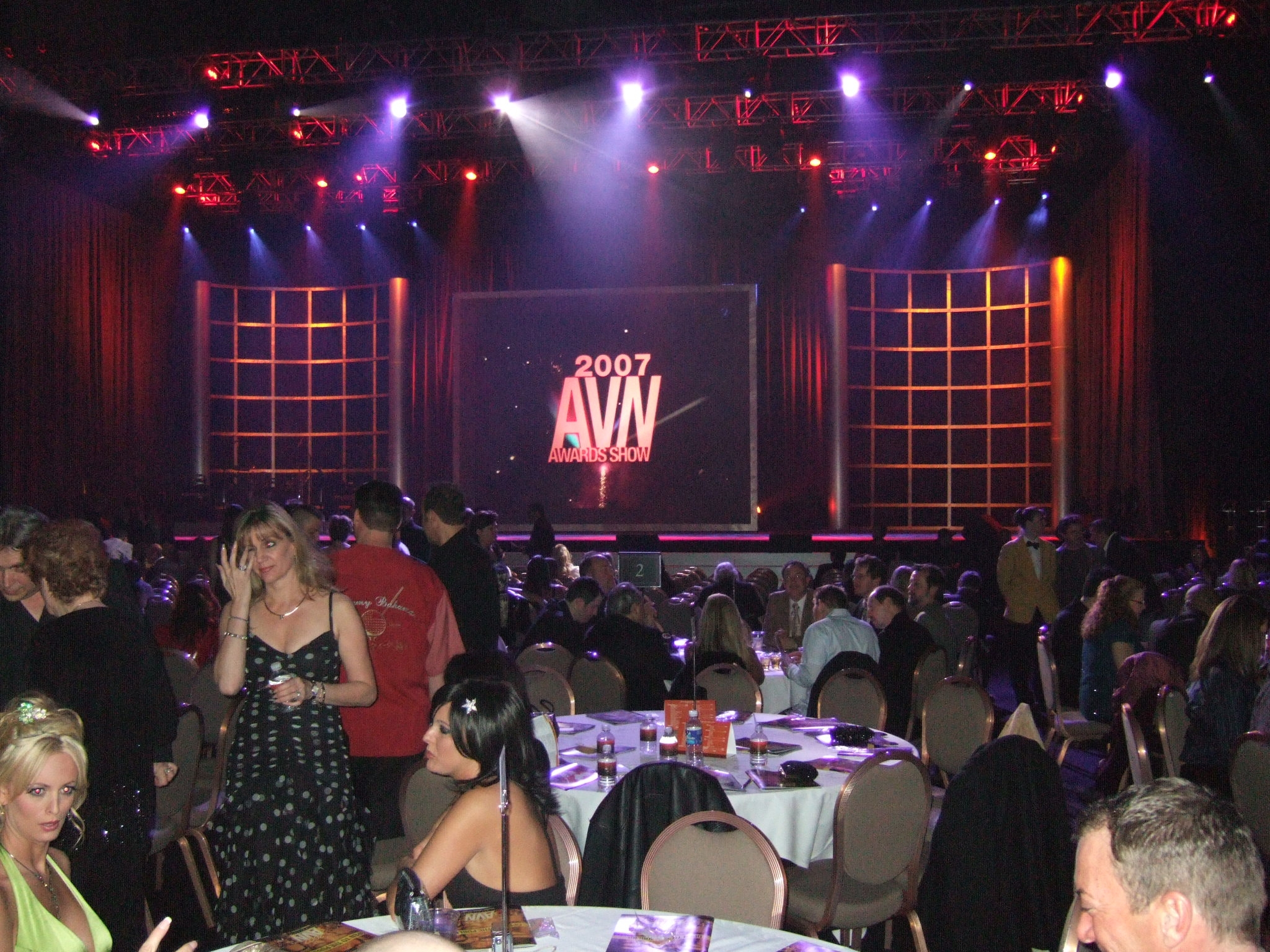
AVN Awards-galan 2007.
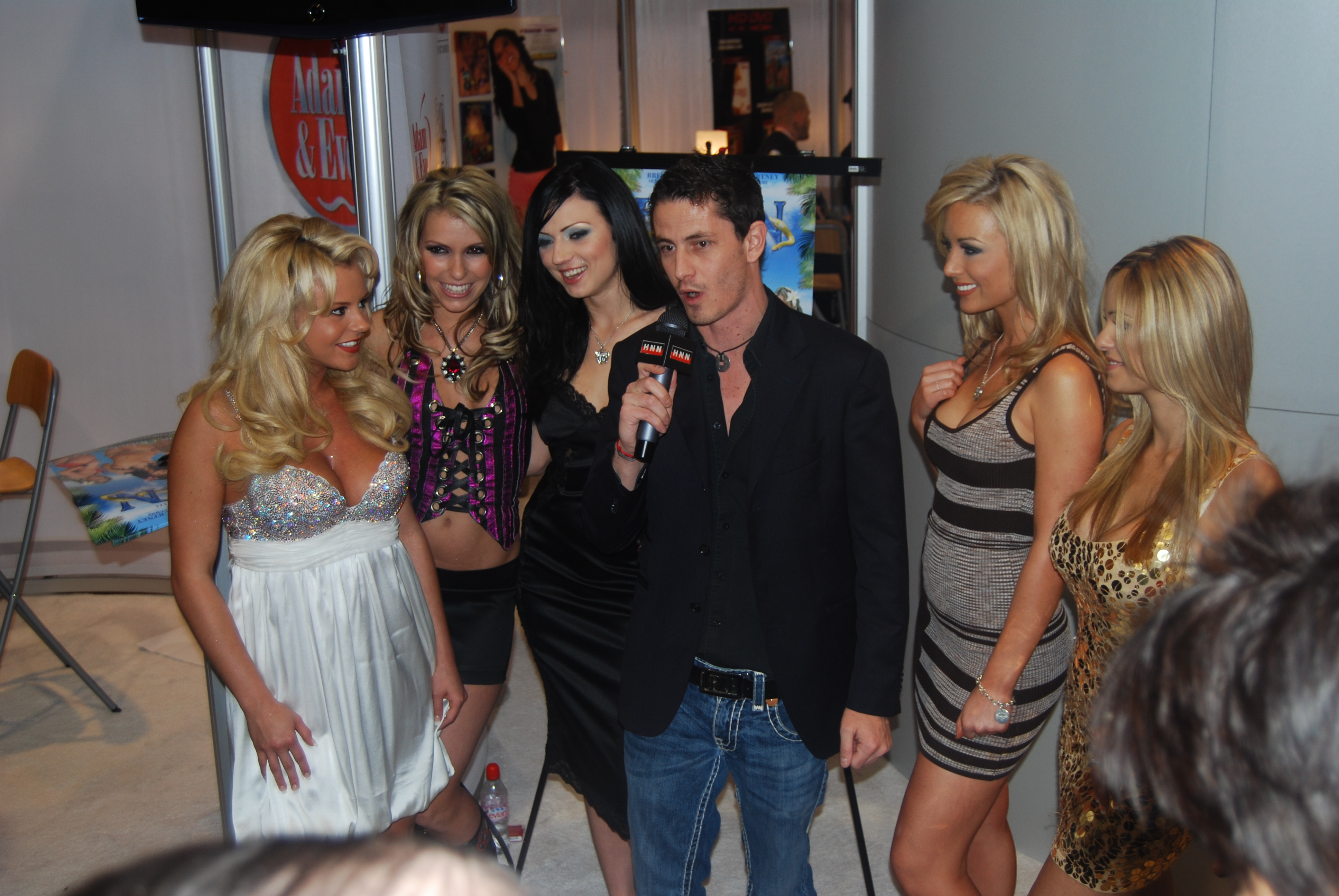
Adam & Eve-presentation 2008, med Bree Olsen (t.v.) och Kayden Kross (2:a fr.h.).
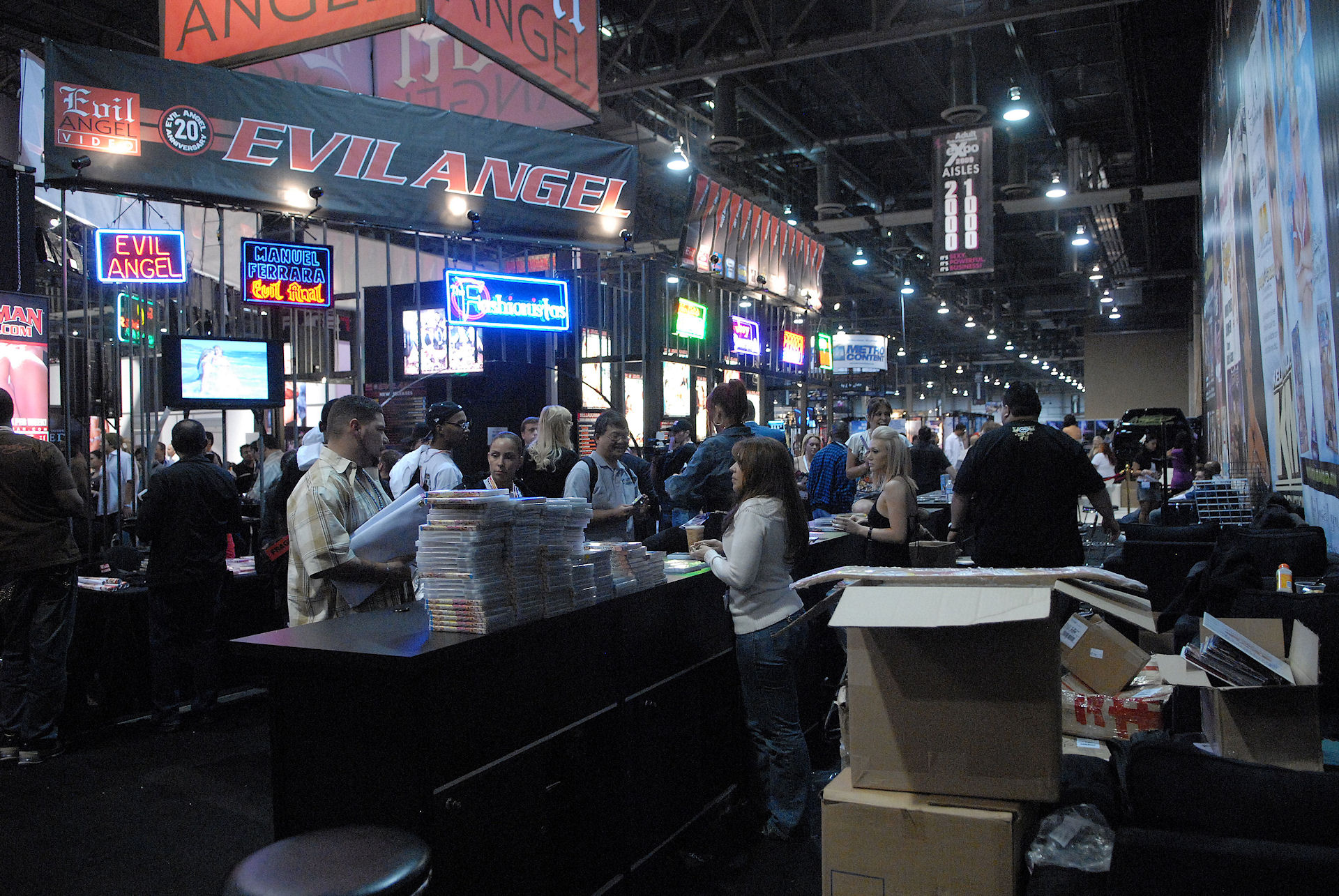
Evil Angel-montern 2009.
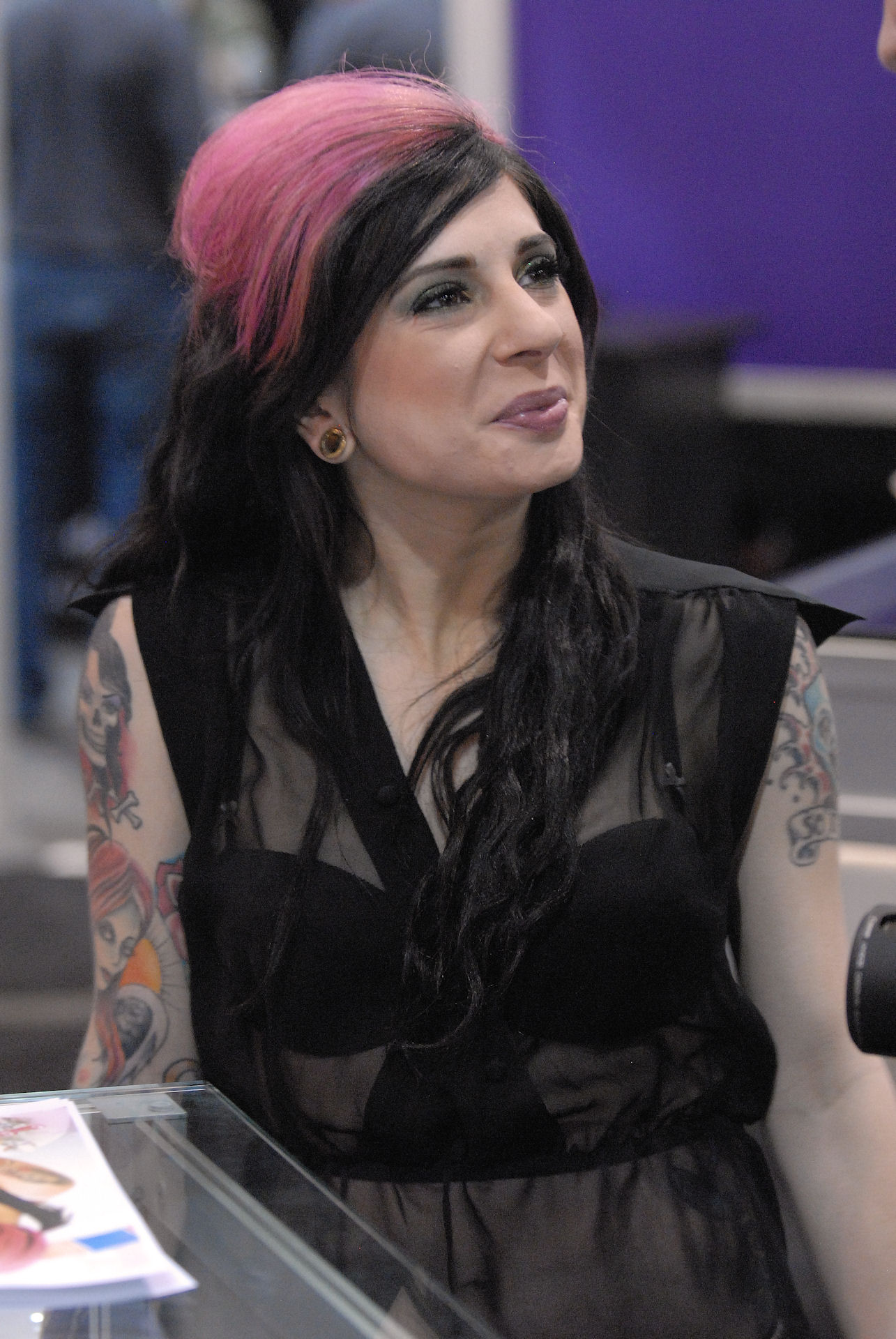
Joanna Angel, 2010.
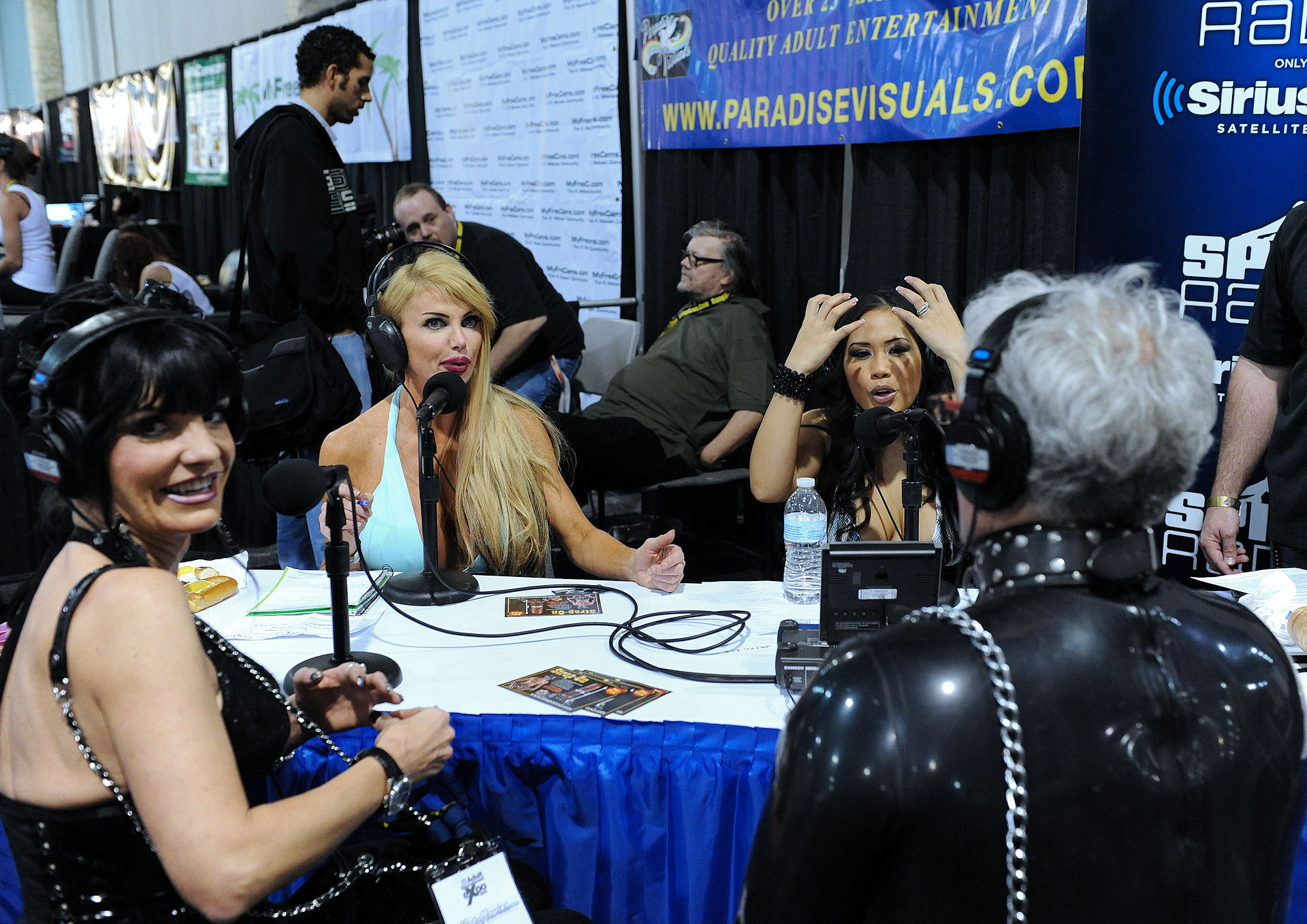
Spice Radio-inspelning för Sirius FM, 2011.
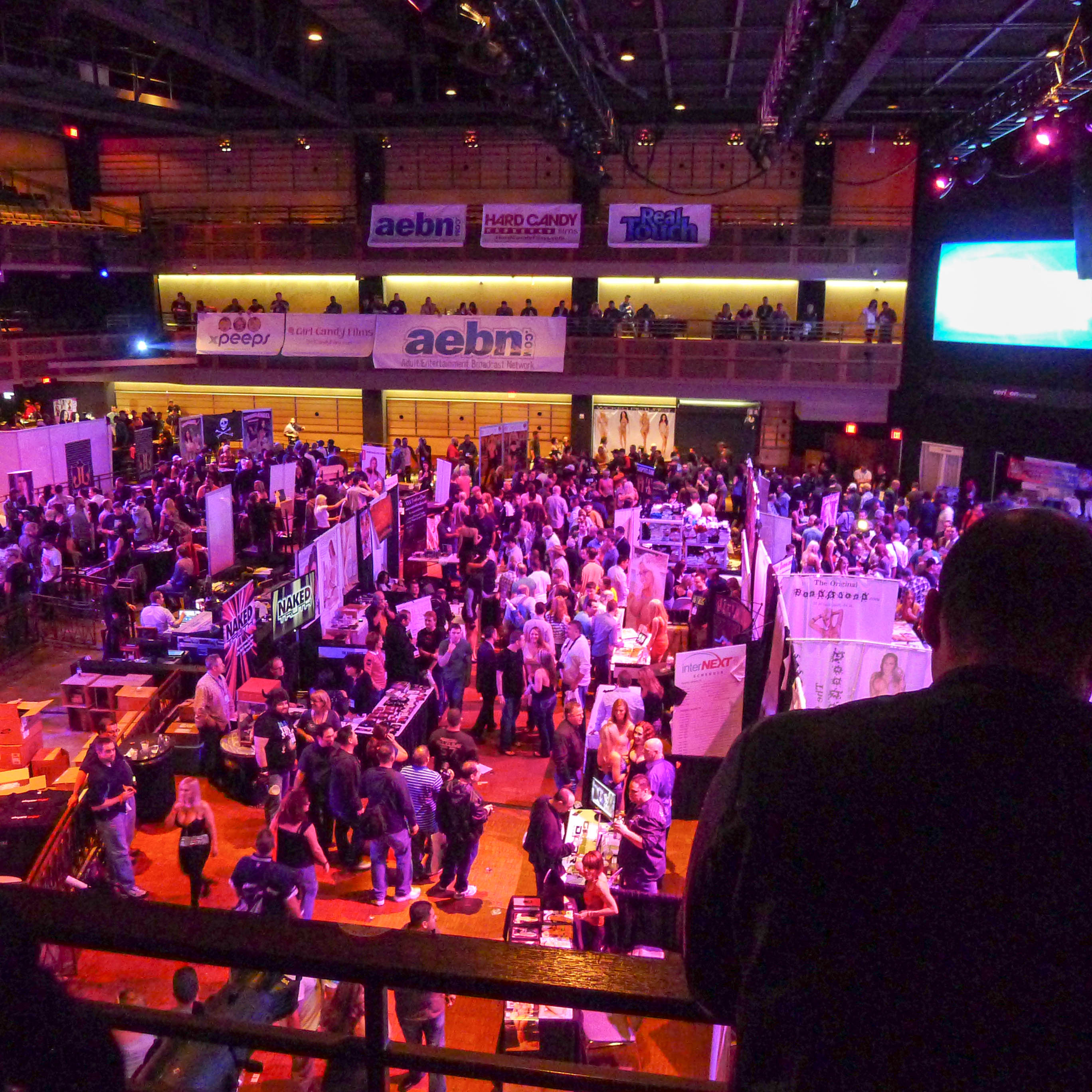
Mässgolvet 2012.
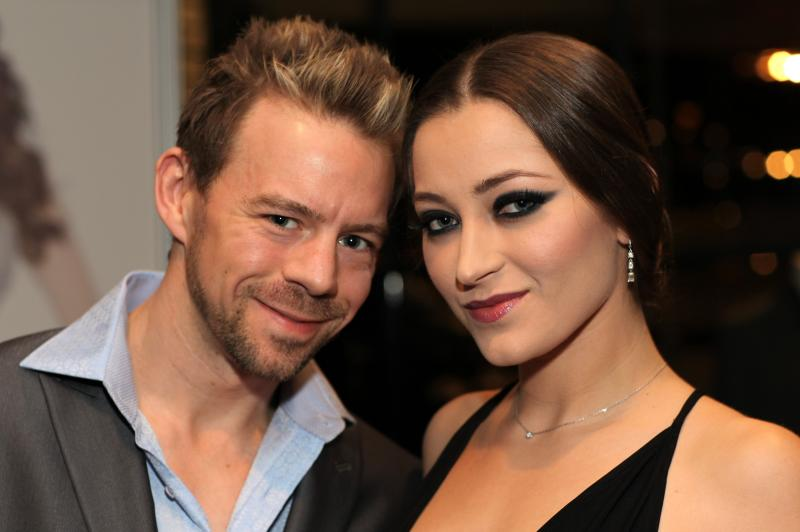
Erik Everhard och Dani Daniels, 2013.
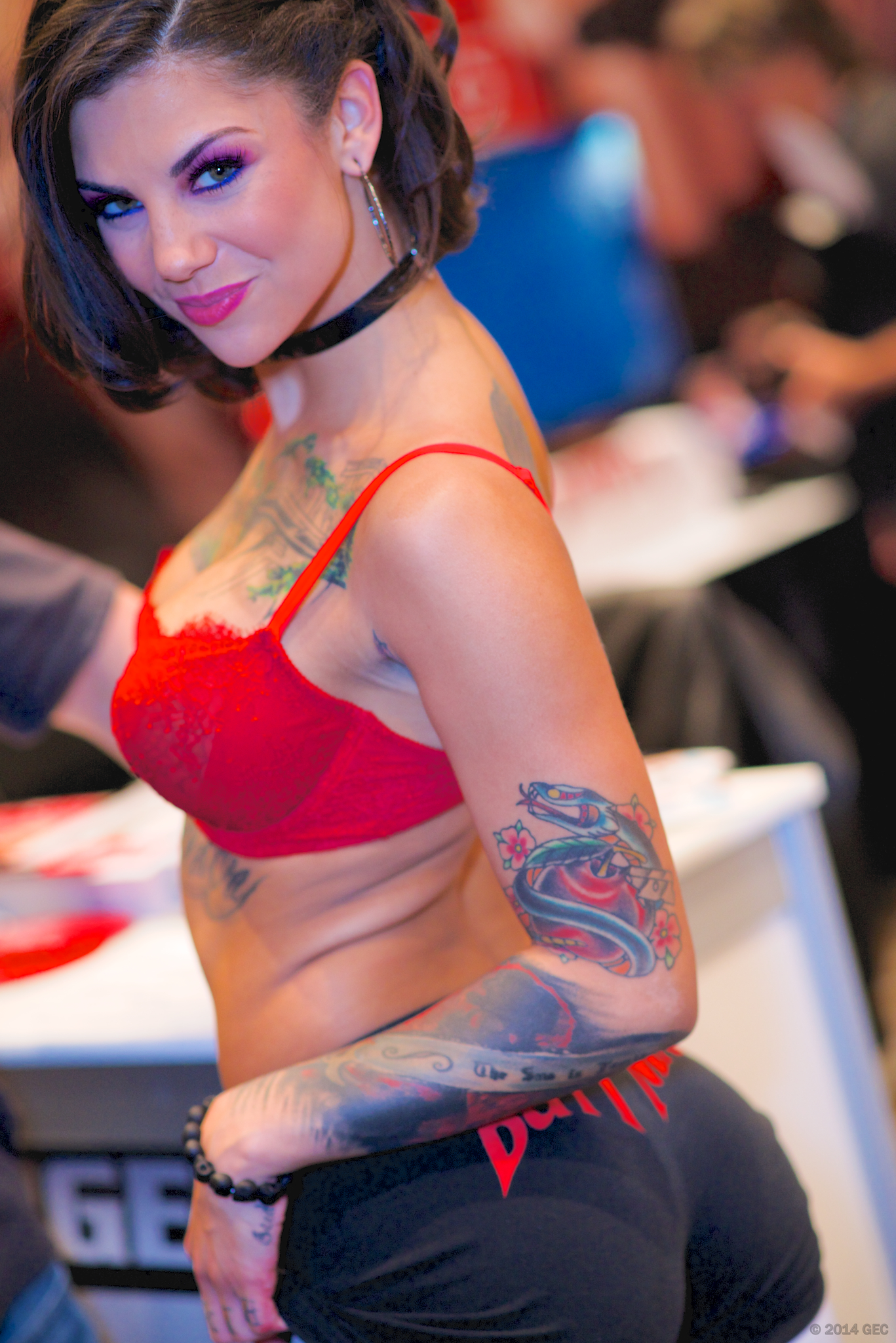
Bonnie Rotten, 2014.
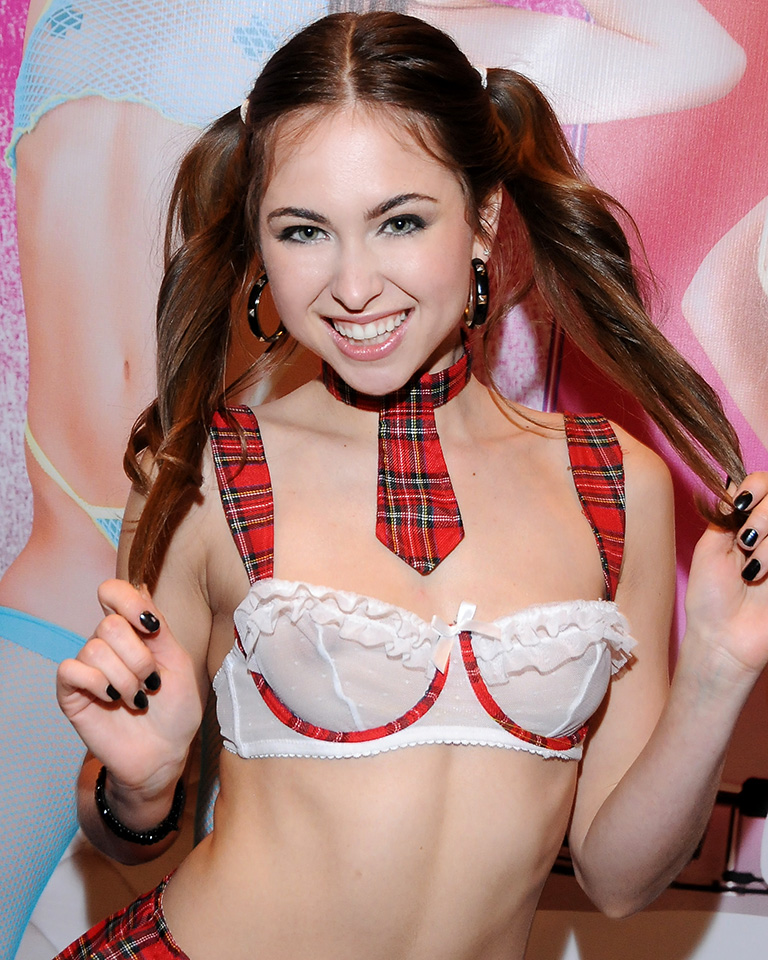
Riley Reid, 2015.
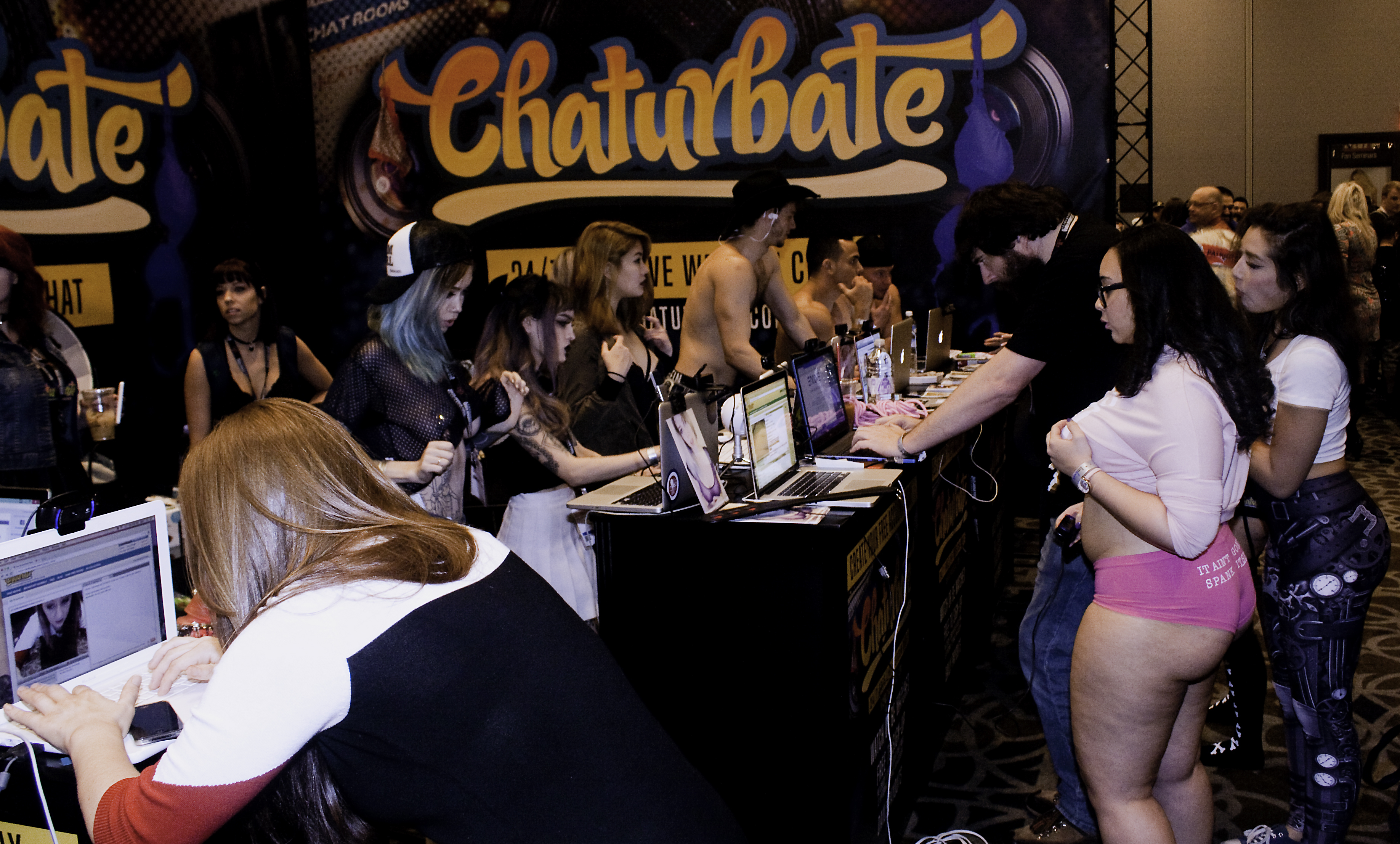
Chaturbate-montern, 2016.
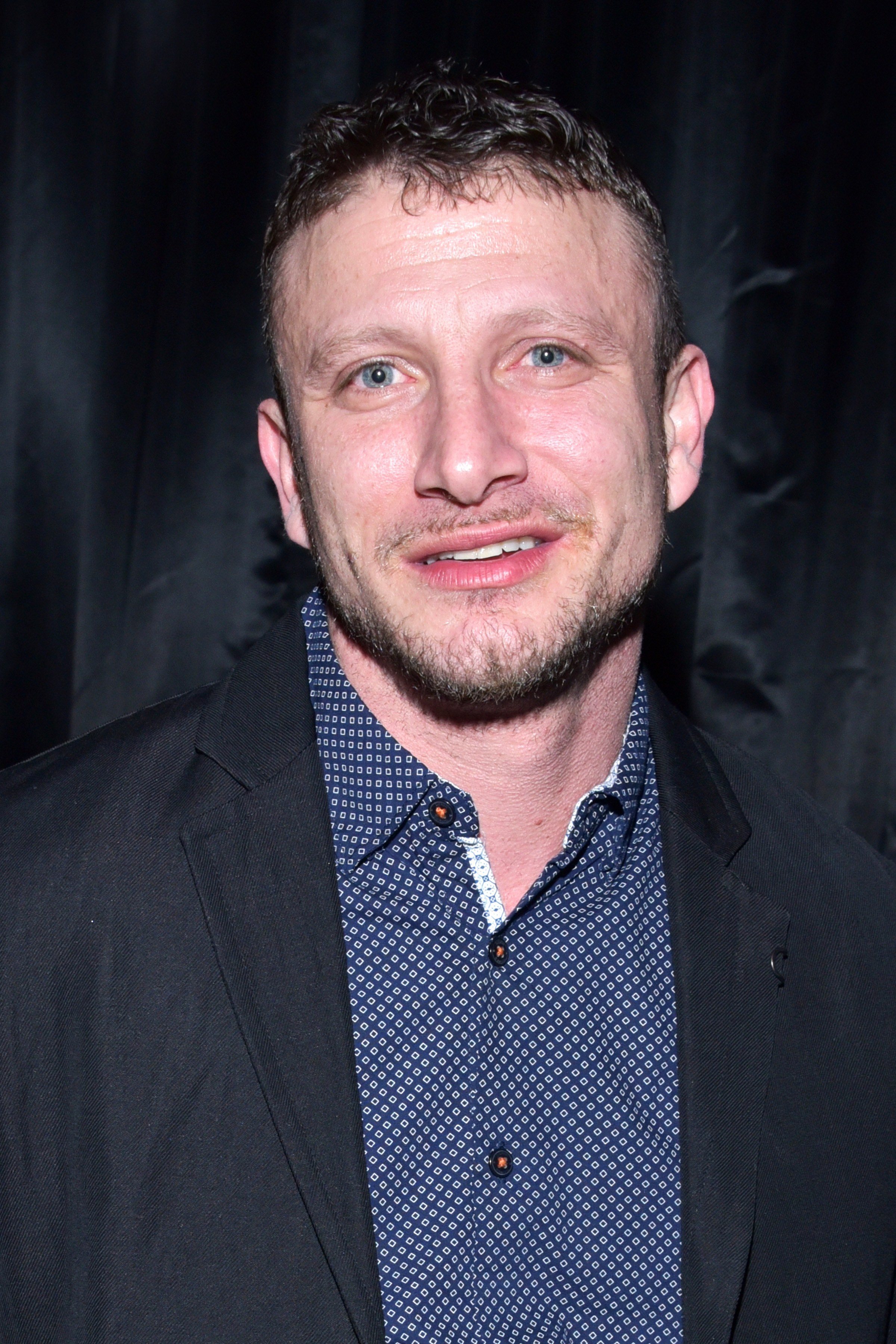
Mr. Pete, 2017.
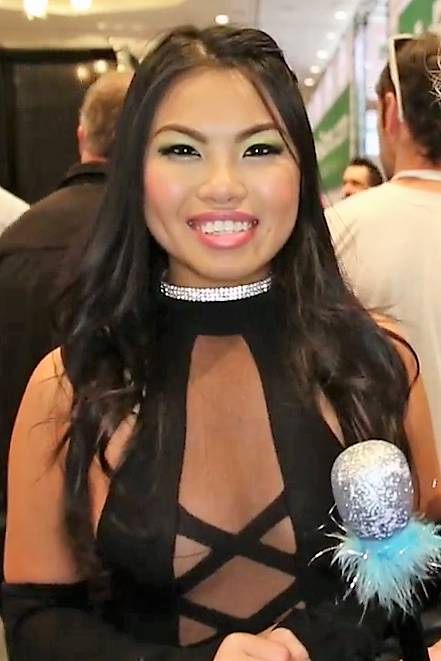
Cindy Starfall, intervjuad 2018.
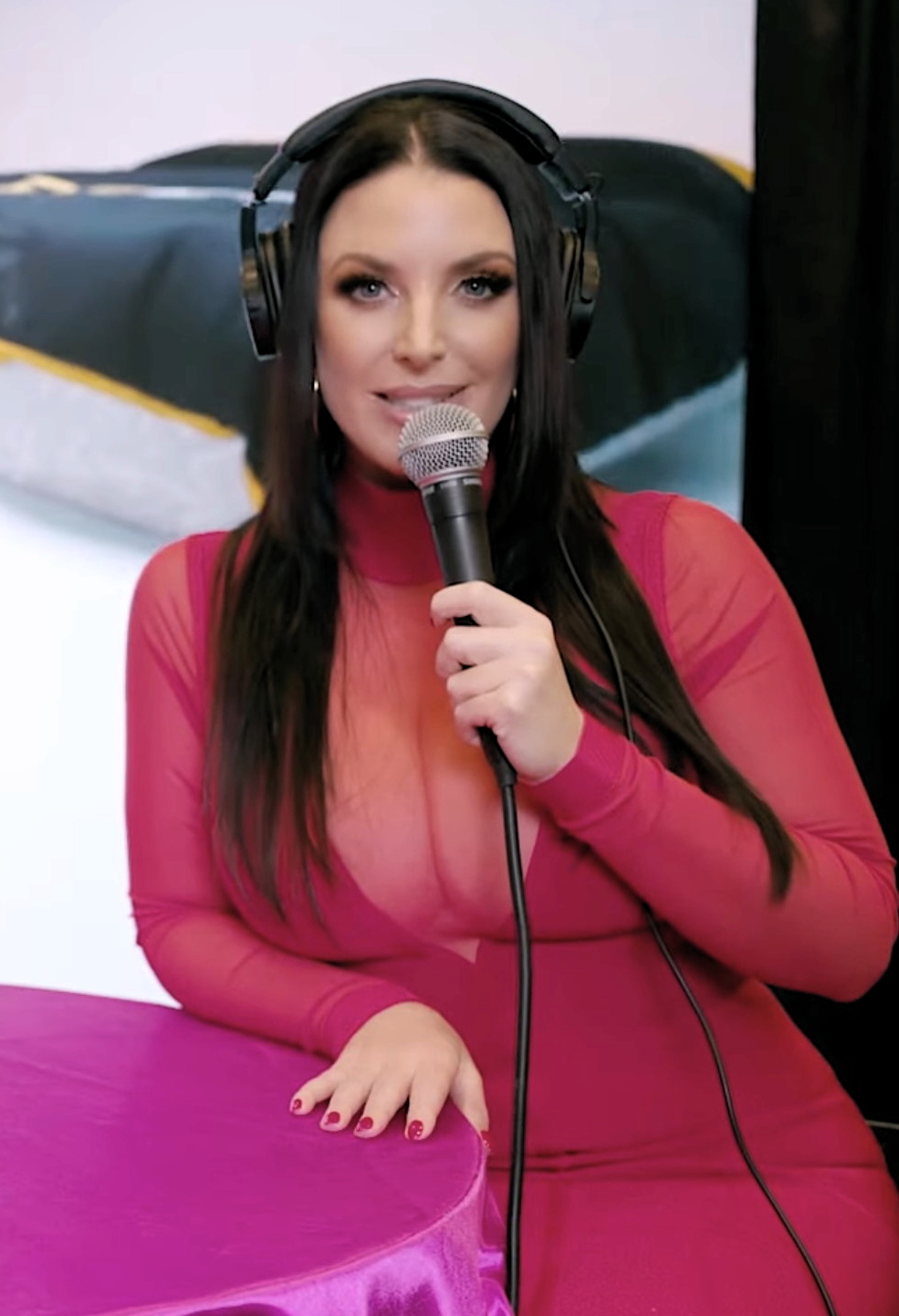
Angela White, 2023.